# 아프리카열린부리황새
아프리카열린부리황새(African openbill)는 황새과에 속하는 황새의 일종이다. 사하라 이남 아프리카와 마다가스카르 서부 지역에 널리 분포한다. 분포 지역에 걸쳐 지역적으로 흔하게 발견되는 종으로 간주되지만, 군데군데 분포한다. 일부 전문가들은 대륙에 분포하는 아프리카열린부리황새와 마다가스카르에 서식하는 아프리카열린부리황새의 2종의 아종으로 간주한다. 과학자들은 성체 아프리카열린부리황새의 부리에 더 뚜렷한 세로 능선이 있기 때문에 두 아종을 구별한다. 아시아에서 발견되는 아시아열린부리황새는 아프리카열린부리황새와 가장 가까운 친척이다. 두 종은 이름을 지어주는 특이한 모양의 부리를 공유하고 있다.

## 묘사
아프리카열린부리황새는 80~94cm이고 무게가 1~1.3kg인 황새이다. 수컷이 암컷보다 약간 크고 부리가 길고 무겁지만, 큰 성적 이형성은 나타나지 않는다. 다 자란 부리의 길이는 135~196mm이고, 갈색을 띠며, 하악골과 하악골 사이에 틈이 있다. 이 간격은 어린 새에게는 존재하지 않으며 새가 나이가 들수록 발달한다. 이 황새속이 "열린부리"라는 이름을 갖게 된 것은 부리의 두 개의 하악골이 끝에서 만날 뿐 중간에서 만날 수 없기 때문이다.
성체의 깃털은 전체적으로 검은색이며 등과 덮개, 복부에 무지개빛 녹색 깃털이 있다. 어린 깃털은 보통 덜 활기차고 갈색을 띠며, 하체는 끝이 연한 색을 띤다. 다리와 발은 검은색이다. 눈은 회색 콧등과 함께 회색을 띠며 뚜렷한 색을 띠지 않는다.

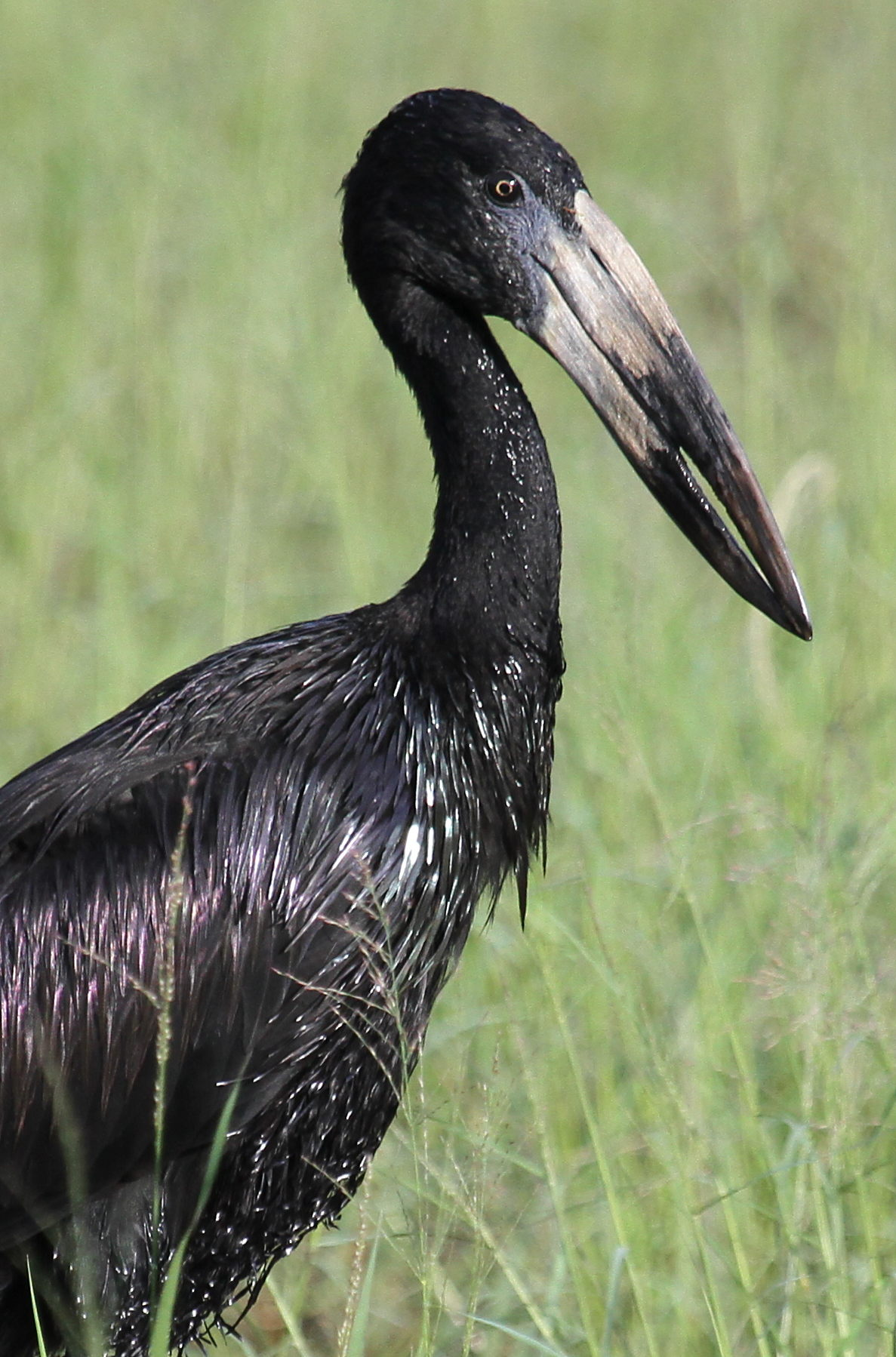
머리 클로즈업
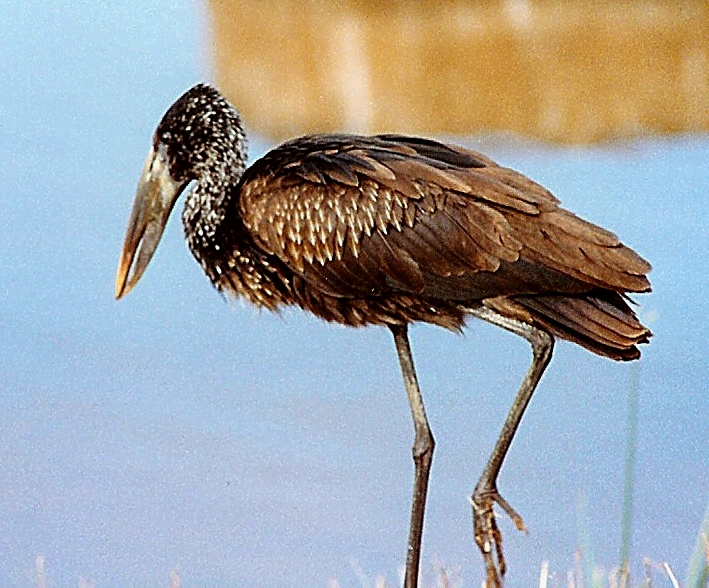
어린 아프리카열린부리황새
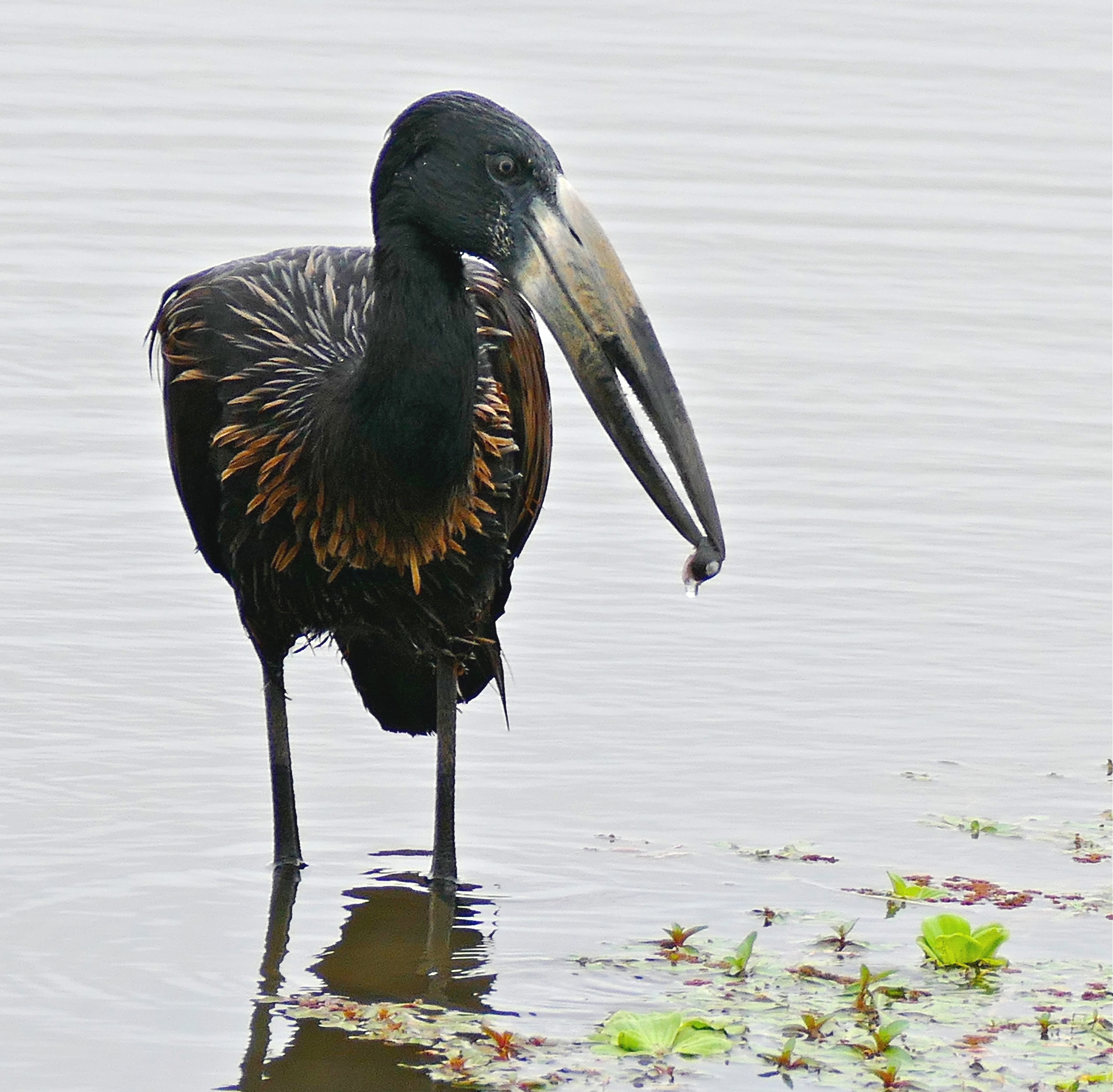
부리 끝으로 달팽이를 잡고 있는 아프리카열린부리황새

### 부리 모양
아프리카열린부리황새의 부리 틈은 이 황새가 먹이로 삼는 달팽이 껍질을 짓뭉개는 호두까기 인형 역할을 한다는 가설이 처음 나왔다. 과학자들은 나중에 이 법안이 이 기능을 하지 않는다는 것을 증명했다. 오히려 두 개의 하악골 사이의 구멍은 달팽이의 껍질을 잡는 것을 용이하게 한다. 아래턱의 수렴된 끝은 황새가 운반하는 구형 물체가 앞으로 미끄러지는 것을 방지한다. 하악골의 곡선은 황새가 오금 아래로 밀어넣고 조개껍질에서 연체동물을 풀어주기 위해 완벽한 공격각을 갖도록 해준다. 아프리카열린부리황새의 부리는 달팽이와 다른 연체동물들을 완벽하게 다룰 수 있도록 새의 특수한 먹이와 밀접하게 진화했다.

### 소리
아프리카열린부리황새의 사회적 모습은 대부분의 황새과 종에서 흔히 볼 수 있듯이 방울소리가 동반된다. 이 새는 또한 크게 짖고 경적을 울린다.

### 비행

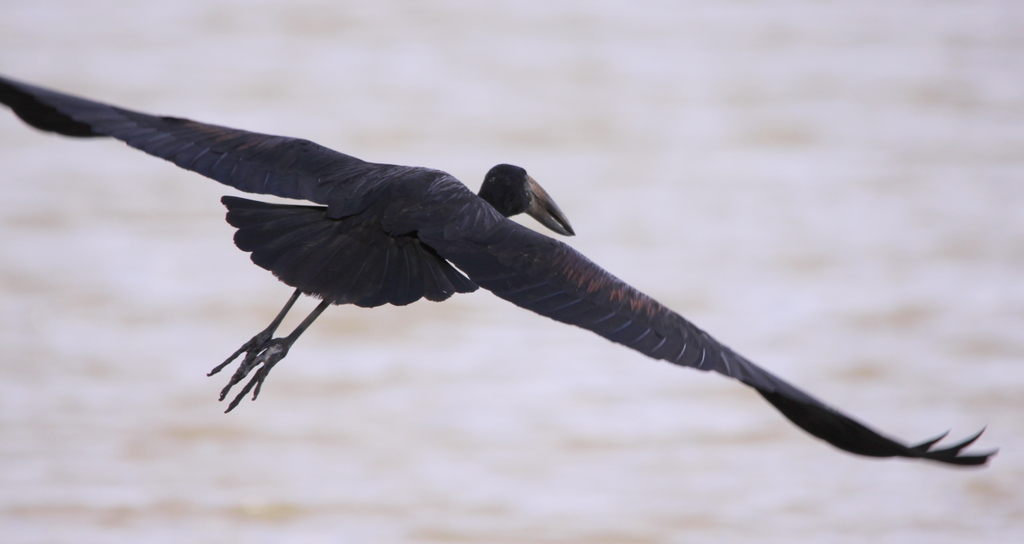
비행 중인 아프리카열린부리황새

이 황새들은 대부분의 다른 종들보다 키가 작아서 공중에서 훨씬 더 민첩하게 움직일 수 있다. 이 민첩성은 높은 고도에서 하강하는 동안에 관찰될 수 있는데, 이는 그들이 종종 가파른 다이빙과 놀라운 곡예 기술을 하기 때문이다. 아프리카열린부리황새는 이주 비행을 하는 동안 평균 날개짓 속도가 분당 200~210회인 지속적인 날개짓 비행을 할 것이다. 그들은 또한 멀리 떨어진 먹이 공급 지역으로 출퇴근할 때 종종 온도에서 치솟을 것이다. 이것은 그들이 너무 많은 에너지를 소비하지 않고 음식을 얻기 위해 먼 거리를 여행할 수 있게 해준다. 하늘을 나는 동안, 이 새들은 목과 머리를 펴고 길고 넓은 날개를 펼치며 하늘을 날고 기류를 타고 활공하기에 완벽하다.

### 보존에 대한 관심
아프리카열린부리황새는 분포 지역의 다양한 지역에서 풍부하기 때문에 전 세계적으로 위험에서 벗어난 것으로 간주된다. 총 인구 수에 대한 현재의 추정치는 없지만, 꽤 안정적인 것으로 보인다. 비록 그들이 현재 위협을 받고 있지는 않지만, 그들의 서식지에 영향을 미치는 인간의 활동이 그 종에 큰 영향을 미칠 수 있다는 것을 의미하는 번식 성공이 낮은 큰 새로 남아있다.

## 식이 요법
이 새들은 주로 수생 달팽이를 먹는다. 민물 홍합도 먹는 것으로 관찰되었다. 분포 지역의 다른 지역에서 일부 개체는 육상 달팽이와 개구리, 게, 물고기, 벌레, 큰 곤충을 먹는 것이 관찰되었다. 이들 중 어느 것도 아프리카열린부리황새이 선호하는 음식 선택이 아니라는 것을 주목하는 것이 중요하다.

### 수렵 채집

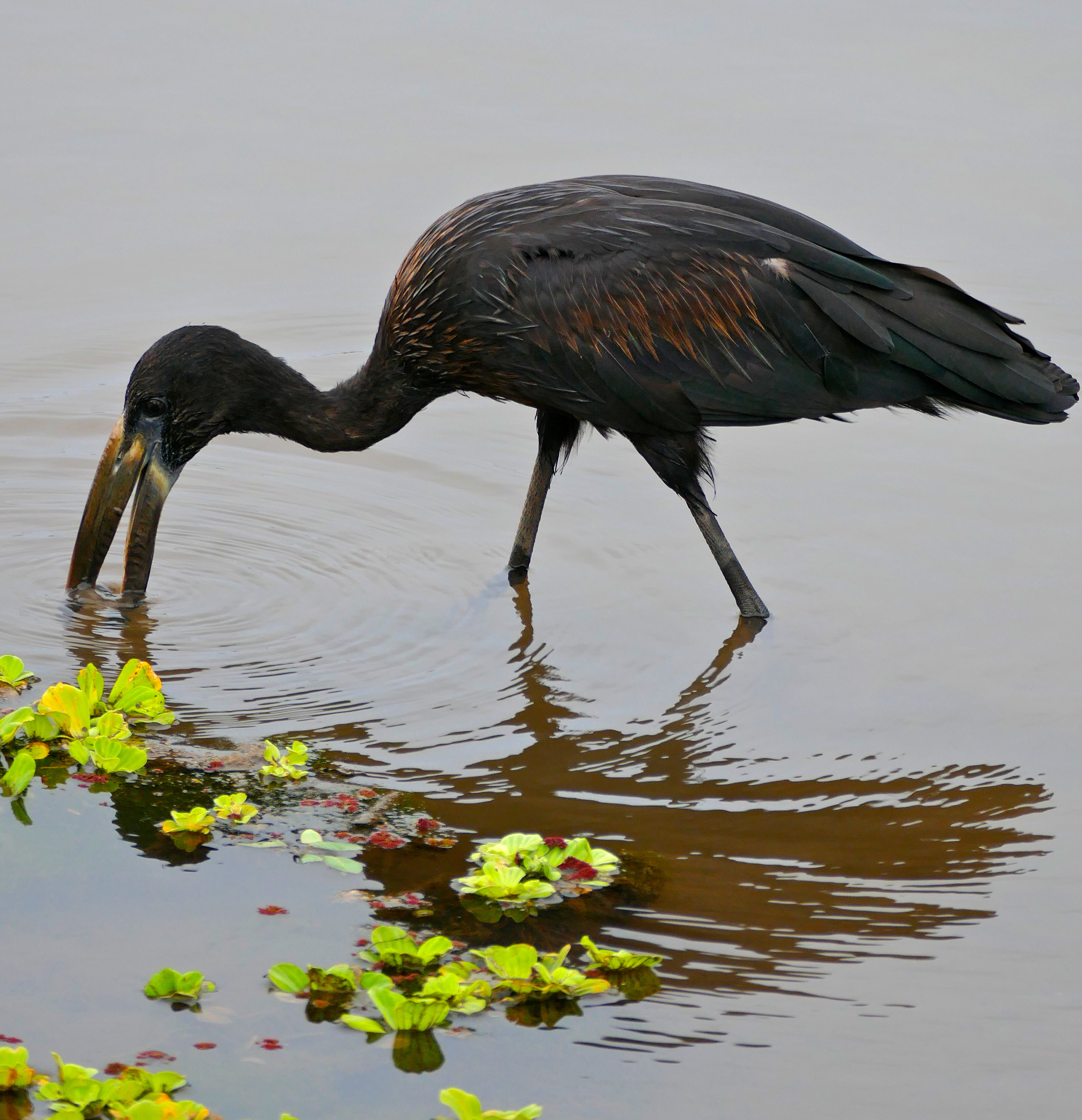
물속에서 달팽이를 찾는 아프리카열린부리황새

달팽이를 먹이로 삼기 위해 아프리카열린부리황새는 얕은 물에 서서 반복적으로 부리를 담그고 있다. 그들은 부리를 약간 벌리고 있고 먹이를 만나면 그것을 탁 닫는다. 일단 그들이 먹이를 붙잡으면, 그들은 그들의 하악골 끝으로 그것을 잡고 해안으로 가지고 간다. 만약 그들이 먹이를 찾기로 결정한 지역에서 아무것도 포획하지 않는다면, 황새들은 천천히 돌아다니고 위치를 바꾸기 시작할 것이다.
아프리카열린부리황새는 때때로 하마의 등에 서서 먹이를 찾는다. 하마가 초목을 통과할 때, 하마는 그것을 뒤집고 식물의 아래에 달라붙는 여러 달팽이들을 드러낸다. 그러면 황새는 쉽게 먹잇감이 된 이 노출된 달팽이들을 먹고 살게 될 것이다. 하마는 등에 새가 있는 것을 개의치 않는 것처럼 보이며 어떤 식으로든 새에 의해 해를 입지 않는다.
마지막으로, 극소수의 개체만이 멀리서 시각적으로 먹이를 찾는 것으로 관찰되었다. 아프리카열린부리황새들이 둥지에서 내려와 즉시 먹이를 확보했다는 이야기가 있다. 이러한 행동은 황새에게 매우 드물지만 실제로 일어난다.

### 연체동물의 개호
일단 황새가 연체동물을 잡게 되면, 그들은 고기의 추출과 소비를 위해 먹이를 해안으로 운반한다. 아프리카열린부리황새는 연약한 껍질을 깨지 않고 연체동물의 고기를 제거하는 것으로 잘 알려져 있다.

#### 달팽이
이 절차의 대부분은 물 속이나 초목 속에 숨겨져 있기 때문에, 아프리카열린부리황새가 달팽이 껍질에서 고기를 어떻게 정확하게 제거하는지에 대해서는 아직 알려지지 않은 것들이 많다. 과학자들은 황새들이 조개껍질 작업을 하면서 종종 물에 머리를 담그고, 그렇게 하는 동안 머리를 위아래로 힘차게 흔든다는 것을 알고 있다. 머리의 이러한 격렬한 움직임은 많은 과학자들로 하여금 황새들이 껍질을 부수고 있다는 잘못된 결론을 내리게 했다. 새로 폐기된 조개껍질은 여러 연구에서 수집되었고 항상 온전한 것으로 발견되었으며, 따라서 황새가 조개껍질을 부수고 연체동물 고기를 얻는다는 가설에 신빙성이 떨어졌다. 아프리카열린부리황새는 부리를 이용해 달팽이가 오큘럼을 심하게 할 수 있을 정도로 오랫동안 달팽이를 고정시켜 껍질에서 달팽이를 제거하는 것으로 믿어지고 있다. 이것은 달팽이를 땅에 고정시키기 위해 위쪽 하악골의 끝을 사용하고, 위쪽 하악골의 끝을 오퍼큘럼 아래로 강제함으로써 달성된다. 부착점이 깨지면 황새는 부리 끝을 이용해 달팽이의 몸을 잡고 머리를 옆으로 흔들어 껍질에서 고기를 풀어준다. 마침내, 황새는 머리를 뒤로 젖히며 몸 전체를 삼킨다.

#### 홍합
홍합을 여는 것은 황새들에게 더 큰 문제가 된다. 아프리카열린부리황새는 홍합을 혼자 열 수 없기 때문에 보통 해안가에 큰 더미로 모아서 태양이 그들을 죽이기를 기다릴 것이다. 일단 죽으면, 홍합은 새들이 고기를 접근할 수 있도록 남겨둔 채 껍질을 벗긴다.

## 서식지

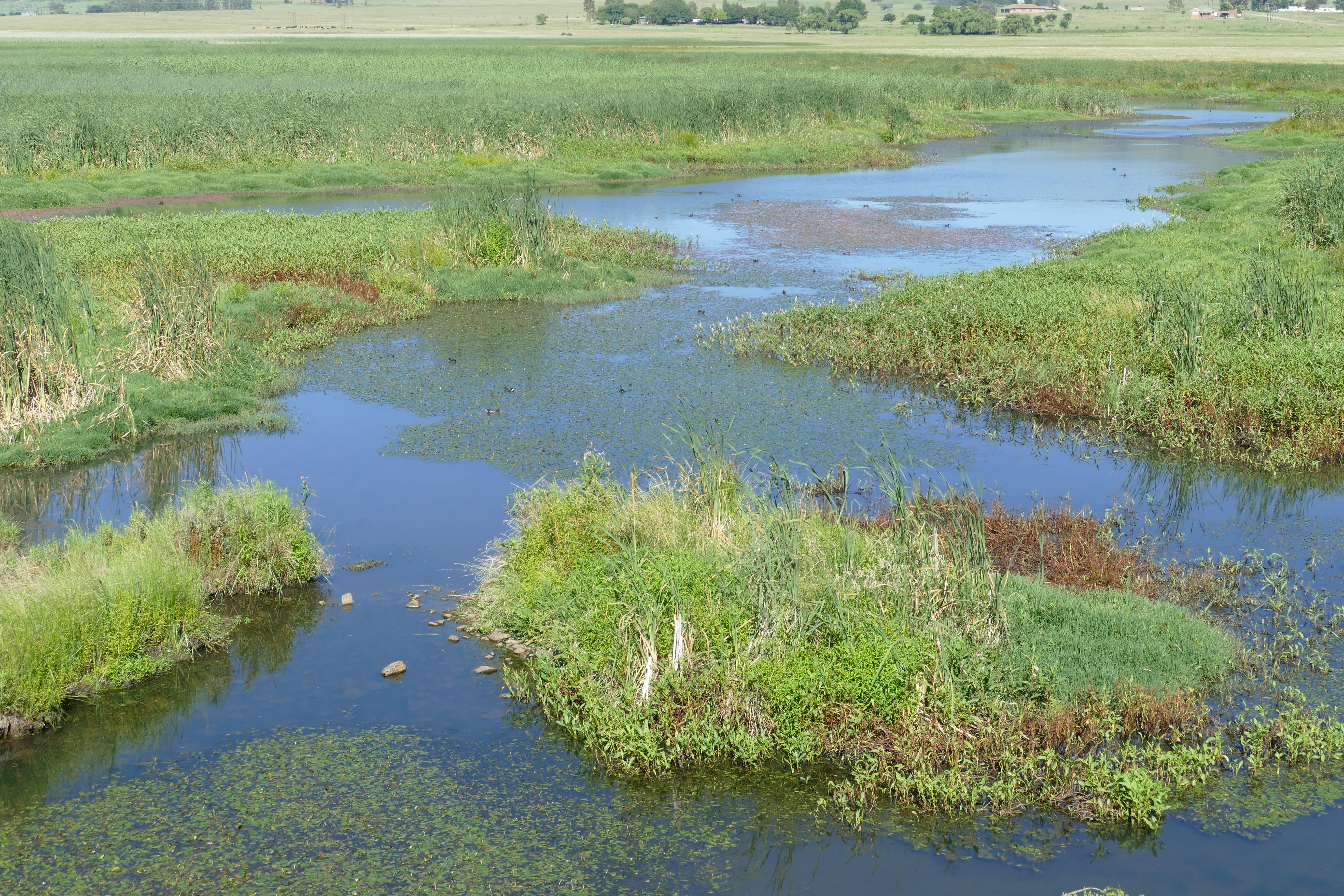
담수 습지

아프리카열린부리황새는 적당한 연체동물 먹이를 찾을 수 있는 모든 서식지에서 산다. 그들이 선호하는 서식지는 긴 담수 지역으로 남아있다. 습한 서식지에서 멀리 떨어진 곳에서도 가끔 볼 수 있지만, 예외적인 경우이다. 여러분이 그들을 가장 많이 볼 수 있는 장소는 그들이 둥지를 틀 수 있는 근처의 높은 나무나 관목이 있는 큰 담수 습지이다.

### 이주
일부 아프리카열린부리황새 개체는 적도를 초월한 이주자들이다. 그들의 이주 시기를 건조기 시작을 위해 서아프리카에 도착하는 시기로 잡고 있다. 무리를 지어 이동하며, 이러한 움직임의 배경에 있는 대부분의 이유와 조직은 알려져 있지 않다. 일부 개체군은 이주하지만 다른 개체군은 거주자이기 때문에 아프리카 개활지의 이주는 기후 조건에 크게 의존한다.